# La Rose et la Croix
 (novembre 2020).
Si vous disposez d'ouvrages ou d'articles de référence ou si vous connaissez des sites web de qualité traitant du thème abordé ici, merci de compléter l'article en donnant les références utiles à sa vérifiabilité et en les liant à la section « Notes et références ».
La Rose et la Croix est une série de bande dessinée écrite par Nicolas Jarry et France Richemond et dessinée par Luigi Critone (tomes 1 et 2) puis Augustin Popescu (tomes 3 et 4). Ses cinq  volumes ont été publiés par Soleil entre 2005 et 2013.
Cette série d'aventure fantastique imagine les jeunes années berlinoises de l'alchimiste Johann Friedrich Böttger (1682-1719). La série raconte également l'émergence d'une nouvelle couronne, la Prusse, qui apparaît en 1701.
Si la plupart des personnages sont réels et si les faits historiques et biographiques sont respectés, cette série tire vers le fantastique avec des alchimistes utilisant au premier degré la puissance magique de l’univers.

## Albums
- La Rose et la Croix,  Soleil Productions, coll. « Soleil Celtic » (1-2) puis « Secrets du Vatican » (3-5) :

1. La Confrérie, 2005  (ISBN 2-84565-978-4).
2. Maître Dagélius, 2006  (ISBN 2-84946-426-0).
3. La Loge de Vienne, 2009  (ISBN 978-2-302-00830-4).
4. La Couronne de Prusse, 2011  (ISBN 978-2-302-01822-8).
5. L'Arcane (2013  (ISBN 978-2-302-02755-8).

### Lien web
- « La Rose et la Croix », sur bedetheque.com.